# Corredeiras do Bem-Querer
As Corredeiras do Bem-Querer são quedas d'água situadas no município de Caracaraí, ao sul do estado de Roraima, à margem direita do Rio Branco, a 125 Km de Boa Vista. Situada na região do médio rio Branco, no único trecho que possui grandes quantidades de blocos de rochas, formando corredeiras e cachoeiras durante o verão. Possui pinturas rupestres e vestígios dos primitivos habitantes, em contraste com a riqueza natural e seu ecossstema, tornando a região um santuário ecológico. O local conta com infra-estrutura de apoio e serviços.